# Freshly-Picked Tingle's Rosy Rupeeland
Freshly-Picked Tingle's Rosy Rupeeland (もぎたてチンクルのばら色ルッピーランド, Mogitate Chinkuru no Barairo Ruppīrando) es un videojuegos de acción-aventura desarrollado por Vanpool y publicado por Nintendo para Nintendo DS. Llegó al mercado japonés el 2 de septiembre de 2006 y, un año más tarde, llegó al mercado europeo a fecha de 14 de septiembre de 2007, no habiendo llegado al mercado americano.
El juego es protagonizado por Tingle, un carismático personaje vestido de verde aparecido anteriormente en algunos juegos de la saga The Legend of Zelda, siendo The Legend of Zelda: Majora's Mask el primer juego donde apareció.
En 2009 el videojuego recibió una secuela titulada Irodzuki Tingle no Koi no Balloon Trip (Ripened Tingle's Balloon Trip of Love), también para Nintendo DS, aunque únicamente salió a la venta en el mercado japonés.

## Personajes
- Tingle: Inicialmente llamado por su "verdadero" nombre (indicado por el propio jugador), es el protagonista del juego. Se trata de un hombre de 35 años quien es engañado por Don Rupia para conseguir el mayor número de rupias posible cuyo fin es llegar a Rupialandia. Al aceptar ayudar a Don Rupia, se transforma en un "héroe" vestido de verde cuya única salvación es la obtención de más y más rupias.
- Pinkle: Una joven hada que ejerce de asistenta de Tingle. Es una de las hadas que fue capturada por Don Rupia y obligada a ayudar a Tingle en su búsqueda de encontrar infinidad de rupias.
- Guagle: Es un perro que se cruza en la aventura de Tingle en varias ocasiones hasta que finalmente se aloja en su casa. Siempre que Tingle le entrega huesos (le encantan), éste le devuelve el favor con rupias.
- Don Rupia: Es quien engañó y transformó a Tingle en lo que realmente es. Don Rupia le pide ayuda a Tingle para contar con él en la búsqueda de rupias a lo largo del juego. A cambio, le promete a Tingle llevarle a Rupialandia, un paraíso maravilloso. A medida que avance el juego, es firmemente a entender que Don Rupia no es de fiar, poniéndose de manifiesto al final del juego. De hecho, al final se desvela que ha engañado a Tingle a lo largo del juego. Como tal, Don Rupia se revela como el jefe final del juego.
- Ambrosio: Es un personaje en este mismo videojuego, que se encuentra con Tingle en el Sendero Gélido. Este, con cualquier utensilio que encuentre Tingle para ellos, lo comprarán todo por un gran precio.